# St. Michael (Neunkirchen am Brand)

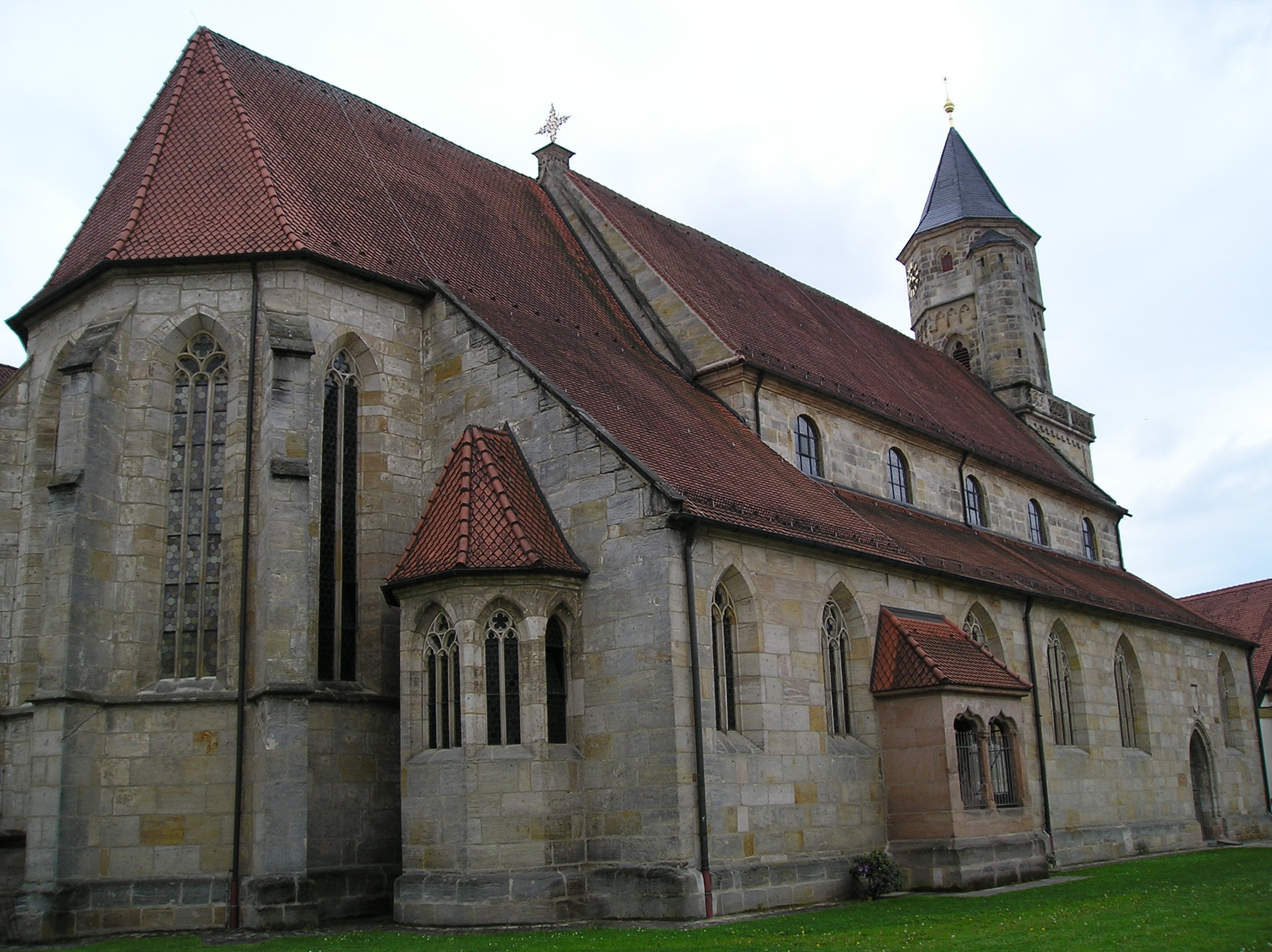
St. Michael (Neunkirchen am Brand)

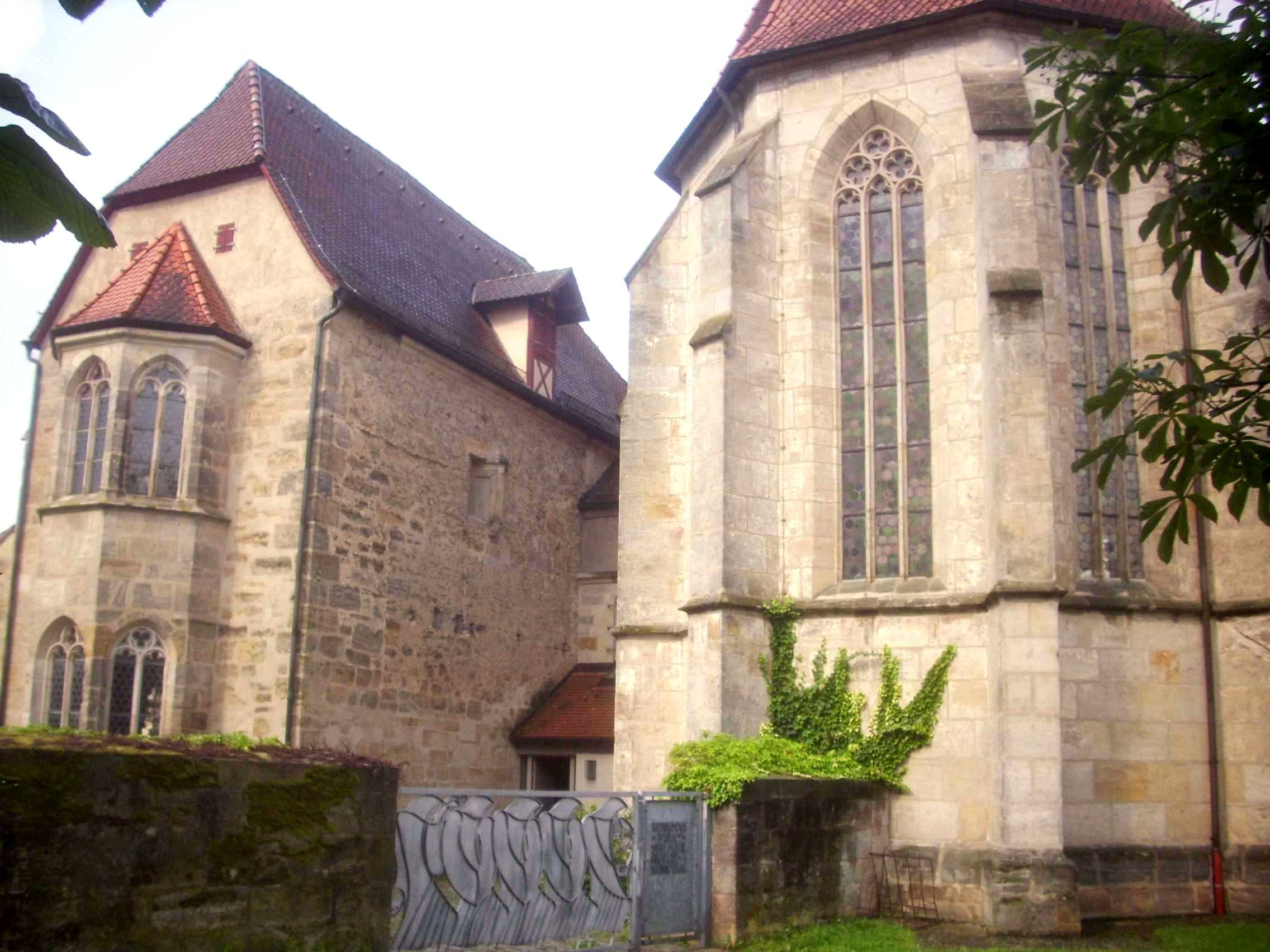
Chor der Klosterkirche und Augustinuskapelle

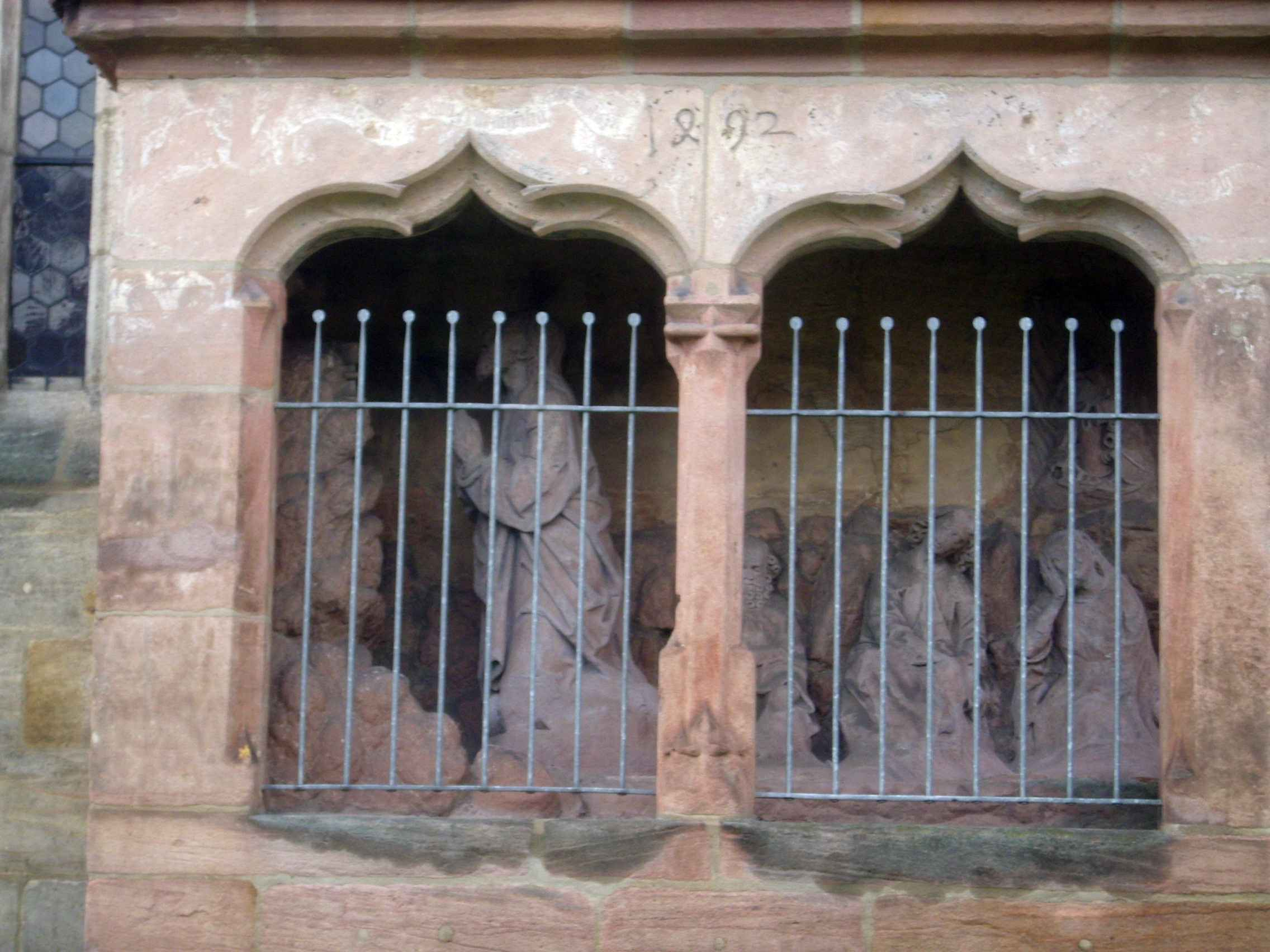
Ölberggruppe im Anbau an der Nordwand

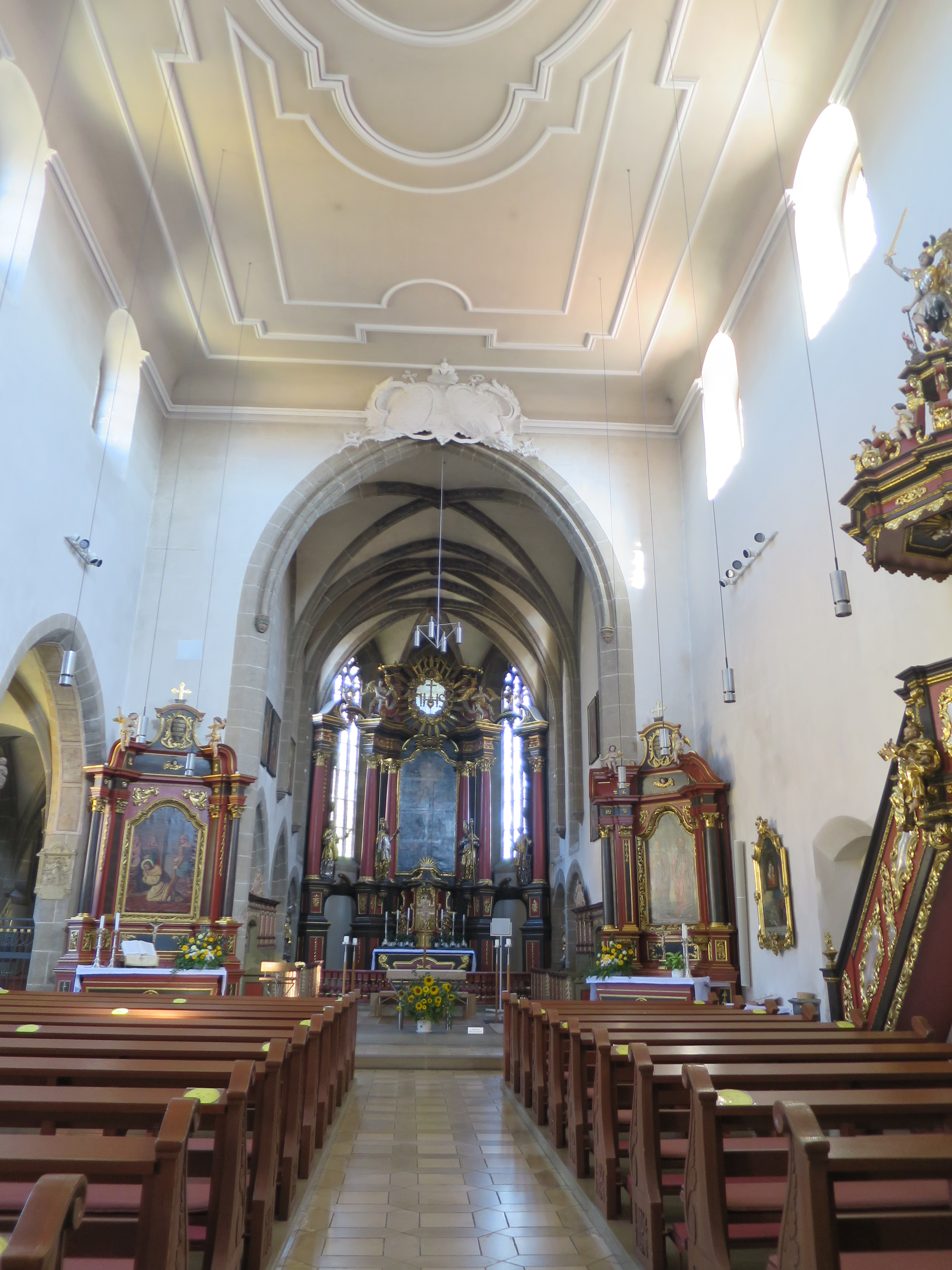
Inneres

Altar

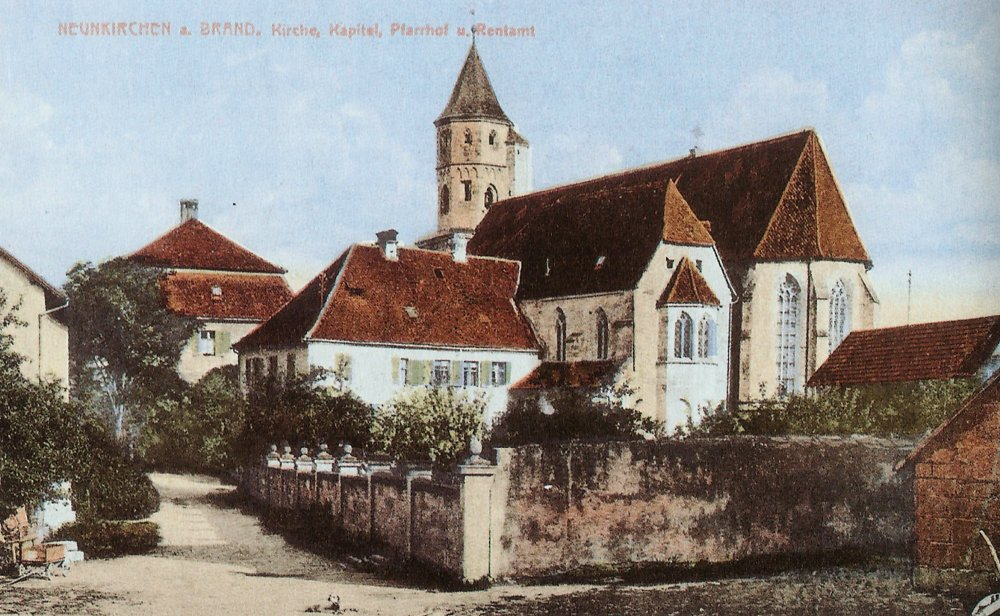
Historische Ansicht auf einer Postkarte

Die römisch-katholische Klosterkirche St. Michael ist die gotische Kirche des Klosters Neunkirchen am Brand im oberfränkischen Landkreis Forchheim in Bayern. Sie gehört zur Pfarrei St. Michael Neunkirchen am Brand im Erzbistum Bamberg.

## Geschichte und Architektur
Die einschiffige Kirche des 11./12. Jahrhunderts wurde in der Zeit um 1270/1280 umgebaut. Größere Umbauten erfolgten danach in der zweiten Hälfte des 14. Jahrhunderts, wobei der Kreuzgang errichtet und der Chor neu erbaut wurde. In der Zeit um 1400 wurde das Langhaus erweitert und ein Seitenschiff angefügt, vor 1437 wurde die Marienkapelle erbaut. Nach Aufhebung des Stifts 1552 wurde der Turm und danach um 1690 das Hauptschiff erhöht. Im Jahr 1702 wurde der Ostflügel des Klosters zum Pfarrhaus ausgebaut.
Der Außenbau der Kirche wird durch den Westturm akzentuiert, der in seinen unteren Geschossen aus der Zeit von 1270 bis 1280 den Einfluss des Westbaus der Sebalduskirche in Nürnberg zeigt. Die oktogonalen Geschosse mit dem Treppentürmchen sind 1400 und 1577/78 entstanden und wurden 1809 mit der Haube versehen. Im unteren Teil, der zugleich Vorhalle ist, sind noch schwere Rippengewölbe erhalten. Die Architekturgliederungen sind teils farbig gefasst. Die Kirche besteht aus dem südlichen, flachgedeckten Hauptschiff und einem nördlichen Seitenschiff mit Rippengewölbe, die durch Arkaden auf Achteckpfeilern getrennt sind.
Der Hauptchor mit Fünfachtelschluss ist durch ein Kreuzrippengewölbe abgeschlossen, das Seitenschiff ist seit 1709 zur Marienkapelle geöffnet, die in einem kleinen Chörlein ebenfalls mit Fünfachtelschluss endet. Die im Westteil der Kirche eingebaute Empore ist ebenfalls mit einem Kreuzrippengewölbe unterwölbt.
Fragmente einer Wandbemalung zeigen im Seitenschiff einen Schmerzensmann und eine Madonna aus der Zeit um 1430 und die Auferweckung des Lazarus aus der Zeit um 1600; im Hauptschiff befindet sich eine Darstellung des heiligen Christophorus aus der Zeit um 1520. Von einer Stuckierung aus der Zeit um 1751 ist nur noch eine Rocaille-Kartusche erhalten.

## Ausstattung
Der Hochaltar stammt aus der Zeit um 1741, die Bildhauerarbeiten werden Georg Reuß zugeschrieben. Das Altarblatt wurde von Joseph Scheubel dem Älteren geschaffen. Die Aufbauten der Seitenaltäre stammen aus der Zeit um 1720/1730. Die Kanzel von 1749 ist wie der Hochaltar mit Bildhauerarbeiten von Reuß ausgestattet. Der Taufstein stammt aus der ersten Hälfte des 18. Jahrhunderts.
Unter den zahlreichen Gemälden sind Übertragungen des Marienlebens von Albrecht Dürer aus der Zeit um 1520 sowie zwei weitere Altarflügel aus der Zeit um 1480/1490, die Hans Traut dem Älteren zugeschrieben werden. Mehrere Figuren einer künstlerisch wertvollen Anbetungsgruppe stammen aus der Zeit um 1350/1360 und sind mit dem Westportal der Nürnberger Lorenzkirche eng verwandt. Eine Verkündigungsgruppe im Seitenschiff datiert aus der Zeit um 1440. Zahlreiche Holzfiguren stammen zumeist aus dem 18. Jahrhundert. Darunter ist eine Figur des heiligen Michael aus der Zeit um 1500 (heute an der Empore) und die Mutter Gottes des Marienaltars aus der Zeit um 1490. Das Holzrelief des Marientods ist eine rustikale Arbeit aus der Zeit um 1520. Von den Grabdenkmälern sind zu erwähnen:
- Grabplatte für Wolfram von Egloffstein († 1459) aus Rotmarmor mit dem Bild des Verstorbenen,
- Grabplatten für die von Eysenheim († 1694) und von Stauffenberg († 1698) mit Wappen,
- Grabplatte eines Schwanenritters mit handwerklichem Porträt aus dem späten 15. Jahrhundert,
- Grabplatten der Sibylla von Guttenberg († 1600),
- Grabplatte derer von der Büg († 1536) mit Schutzmantelbild, eine feine Arbeit des 16. Jahrhunderts aus Speckstein mit farbigen Einlagen, die Loy Hering zugeschrieben wird.

Ein Anbau an der Nordwand des Seitenschiffs trägt die Jahreszahl „1492“ und enthält eine Ölberggruppe, eine rigorose Vereinfachung der Vorhalle an der Nordseite der Lorenzkirche zu Nürnberg.

### Orgel

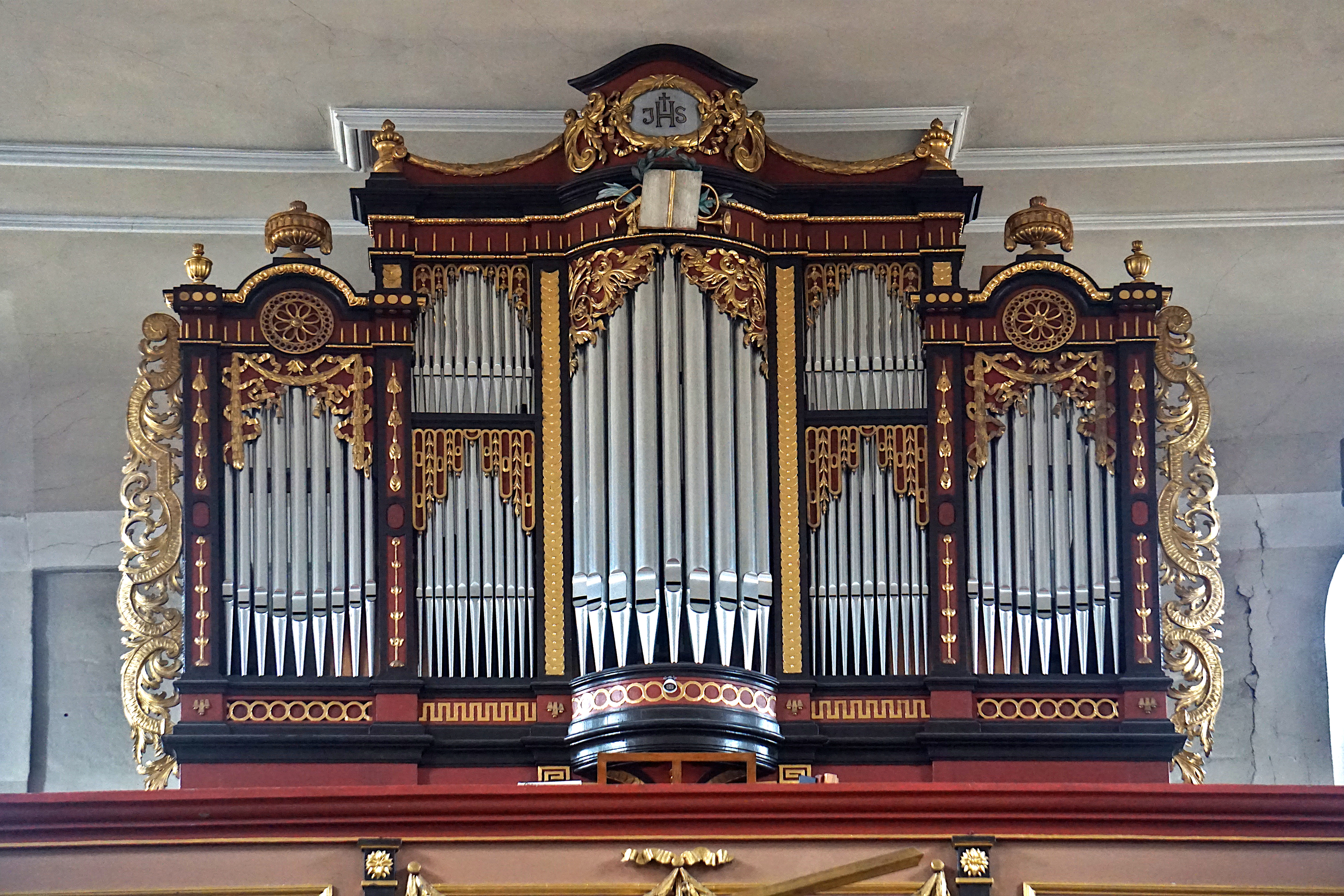
Die Orgel

Die Orgel ist ein Werk von G. F. Steinmeyer & Co. aus Oettingen aus dem Jahr 1885 mit damals 21 Registern auf zwei Manualen und Pedal in einem Prospekt aus der Zeit um 1810. Dieser stammt vermutlich von einem anderen, in den 1880er Jahren aufgegebenen Instrument. Die Orgel war ursprünglich, wie bei Steinmeyer zu dieser Zeit üblich, ein Kegelladeninstrument mit mechanischen Spiel- und Registertrakturen. 1985 wurde es von Volkmar Krätzer aus Nürnberg auf Schleifladen und eine elektrische Registertraktur umgebaut sowie um zwei Register im Hauptwerk (Krummhorn 8′) bzw. Pedal (Posaune 16′) erweitert. Außerdem wurde im Hauptwerk nach den Idealen der „Orgelbewegung“ nahezu der gesamte Prinzipalchor erneuert. Bei einer neuerlichen Restaurierung im Jahr 2012 wurde das Instrument von der Firma Johannes Klais Orgelbau (Opus 1906) wieder weitgehend in seinen Originalzustand zurückversetzt. So wurden beispielsweise die beiden zusätzlichen Register wieder zurückgebaut. Während die Kegellade im II. Manual noch original erhalten war, kamen für Hauptwerk und Pedal rekonstruierte Kegelladen zum Einsatz. Hierbei diente die Orgel von St. Marien in Hof, die ebenfalls 1885 von Steinmeyer erbaut wurde, als Vorbild. Von den rund 450 Pfeifen, die 1985 aufgegebene worden war, konnten dank einer „Rückrufaktion“ der Pfarrgemeinde etwa 100 wieder in das Instrument eingebaut werden. Die Orgel umfasst einen freistehenden Spieltisch mit Blick zum Kirchenraum, dessen Erscheinungsbild bei der Restaurierung durch Klais ebenfalls wieder an den Originalzustand herangeführt wurde. Die heutige Disposition ist identisch mit der Disposition von 1885. Sie lautet:
| I Hauptwerk C–f3 |        |
| Principal        | 08′    |
| Gamba            | 08′    |
| Salicional       | 08′    |
| Bourdon          | 16‘    |
| Tibia            | 08‘    |
| Gedackt          | 08‘    |
| Octav            | 04′    |
| Flöte            | 04′    |
| Mixtur IV        | 02 ⁄3′ |
| Octav            | 02′    |

| II Manual C–f3   |       |
| Aeoline          | 8′    |
| Dolce            | 8′    |
| Geigenprincipal  | 8′    |
| Lieblich Gedackt | 8′    |
| Fugara           | 4′    |
| Rauschquinte II  | 2 ⁄3′ |

| Pedal C–d1 |         |
| Cello      | 08′     |
| Octavbass  | 08′     |
| Quinte     | 10 2⁄3′ |
| Subbass    | 16’     |
| Violonbass | 16′     |

- Koppeln: II/I, I/P, II/P
- Feste Kombinationen: Piano – Forte – Tutti

Die Disposition von 1985 bis 2012 lautete wie folgt:
| I Hauptwerk C–f3 |        |
| Principal        | 08′    |
| Octav            | 04′    |
| Viola di Gamba   | 08′    |
| Salicional       | 08′    |
| Bourdon          | 16‘    |
| Gedackt          | 08‘    |
| Flöte            | 04′    |
| Octav            | 02′    |
| Mixtur           | 01 ⁄3′ |
| Trompete         | 08′    |
| Krummhorn        | 08′    |

| II Manual C–f3   |       |
| Aeoline          | 8′    |
| Dolce            | 8′    |
| Geigenprincipal  | 8′    |
| Lieblich Gedackt | 8′    |
| Fugara           | 4′    |
| Rauschquinte II  | 2 ⁄3′ |

| Pedal C–d1 |         |
| Posaune    | 16′     |
| Cello      | 08′     |
| Octavbass  | 08′     |
| Quinte     | 10 2⁄3′ |
| Violonbass | 16’     |
| Subbass    | 16′     |

### Glocken
Das Geläute der Kirche besteht aus vier Glocken:
| Name    | Gussjahr | Gießer                                   | Schlagton |
| ------- | -------- | ---------------------------------------- | --------- |
| Michael | 1925     | Gebrüder Ulrich (Kempten)                | f1-4      |
| Maria   | 1954     | Friedrich Wilhelm Schilling (Heidelberg) | as1-4     |
| Josef   | 1954     | Friedrich Wilhelm Schilling (Heidelberg) | b1-4      |
| Anna    | 1925     | Gebrüder Ulrich (Kempten)                | c2-8      |

Ursprünglich stammten auch Maria und Josef aus dem Guss von 1925. Im Zweiten Weltkrieg wurden sie zusammen mit Michael aus dem Turm genommen und zum Einschmelzen abgegeben. Nach dem Krieg machte ein Historiker Michael im Hamburger Glockenfriedhof ausfindig und kontaktierte die Pfarrgemeinde Neunkirchen am Brand, so dass die große Glocke wieder zurückgeführt und in den Turm gehängt werden konnte. Die beiden verlorenen Glocken Maria und Josef wurden 1954 neu gegossen und vervollständigen seitdem wieder das Geläute.
Als Vollgeläute ergibt die Disposition der Glocken ein ausgefülltes Moll-Motiv (O Heiland, reiß die Himmel auf).